# Savinhão
Savinhão ou O Saviñao é um município da Espanha na comarca de Terra de Lemos, província de Lugo, comunidade autónoma da Galiza. Tem 197 km² de área e em 2021 tinha 3 589 habitantes (densidade: 18,2 hab./km²).

## Demografia
| Variação demográfica do município entre 1991 e 2004 | Variação demográfica do município entre 1991 e 2004 | Variação demográfica do município entre 1991 e 2004 | Variação demográfica do município entre 1991 e 2004 |
| --------------------------------------------------- | --------------------------------------------------- | --------------------------------------------------- | --------------------------------------------------- |
| 1991                                                | 1996                                                | 2001                                                | 2004                                                |
| 5883                                                | 5373                                                | 5010                                                | 4915                                                |

## Locais de interesse
- Torre da Candaira